# 北川崎
北川崎（きたかわさき）は、埼玉県越谷市の大字。郵便番号は343-0006。

## 地理
埼玉県の東部地域で、越谷市の東部に位置する。松伏町との境界を大落古利根川が流れる。南西の境を新方川が流れる。地区の中央部は田園地帯である。

## 歴史
かつては北川崎村であった。
- 1889年（明治22年）4月1日 - 町村制施行により、北川崎村、船渡村、大吉村、大松村、大杉村、弥十郎村、向畑村が合併し南埼玉郡新方村が成立し、新方村の大字北川崎となる。
- 1954年（昭和29年）11月3日 新方村が南埼玉郡越ヶ谷町、大沢町、増林村、桜井村、大袋村、荻島村、出羽村、蒲生村、大相模村と合併し越谷町が成立、越谷町の大字となる。
- 1958年（昭和33年）11月3日 - 市制施行により、越谷市の大字となる。

## 世帯数と人口
2023年（令和5年）1月1日現在の世帯数と人口は以下の通りである。
| 世帯数  | 人口  |
| ------- | ----- |
| 307世帯 | 712人 |

## 小・中学校の学区
市立小・中学校に通う場合、学区（校区）は以下の通りとなる。
| 番地 | 小学校             | 中学校             |
| ---- | ------------------ | ------------------ |
| 全域 | 越谷市立新方小学校 | 越谷市立北陽中学校 |

## 交通
地内に鉄道は敷設されていない。

### 道路
- 埼玉県道・東京都道102号平方東京線
- 大杉公園通り

## 施設
- 越谷市立弥栄小学校
- 越谷市立新方小学校
- 新方保育所
- 越谷警察署新方駐在所
- 聖徳寺
- 川崎神社